# Bulgarischer Fußballpokal 1995/96
Der Bulgarischer Fußballpokal 1995/96 war die 56. Austragung des Pokalwettbewerbs im Fußball in Bulgarien. Pokalsieger wurde Slawia Sofia, nachdem im Finale gegen Lewski-1914 Sofia auf Anordnung von Lewski’s Präsident Tomas Lattschis seine Spieler nach 75 Minuten vom Platz beorderte. Da Slawia durch den Meistertitel bereits für die UEFA Champions League qualifiziert war, nahm der unterlegene Finalist am Pokalsiegerwettbewerb teil.

## Modus
Bis zur dritten Runde und im Finale wurden die Begegnungen in einem Spiel entschieden. Bei unentschiedenem Ausgang gab es eine Verlängerung von zweimal 15 Minuten und gegebenenfalls ein Elfmeterschießen.
Vom Achtelfinale bis zum Halbfinale wurde der Sieger in Hin- und Rückspiel ermittelt. Bei Torgleichheit entschied zunächst die Anzahl der auswärts erzielten Tore, danach eine Verlängerung und falls erforderlich ein Elfmeterschießen.

## 2. Runde
Teilnehmer: 3 Viertligisten, 9 Drittligisten und die 20 Zweitligisten, die sich für diese Runde qualifizierten.
| Datum      |                               | Ergebnis              |                               |
| ---------- | ----------------------------- | --------------------- | ----------------------------- |
| 25.10.1995 | Septemwri Sofia (II)          | 3:2                   | Lok Gorna Orjachowiza (II)    |
| 25.10.1995 | FC Tschernomorez Burgas (III) | 1:4 n. V.             | FK Mariza Plowdiw (II)        |
| 25.10.1995 | Olimpik Twardiza (III)        | 1:2                   | Storgosija Plewen (II)        |
| 25.10.1995 | Benkowski Bjala (III)         | 1:1 n. V. (6:5 i. E.) | Tschawdar Bjala Slatina (III) |
| 25.10.1995 | FK Autotrade Warna (III)      | 0:0 n. V. (3:4 i. E.) | Lokomotive Russe (II)         |
| 25.10.1995 | FC Tschirpan (II)             | 3:1                   | Belasiza Petritsch (II)       |
| 25.10.1995 | FC Metalurg Pernik (III)      | 4:1 n. V.             | ZSAS Sofia (IV)               |
| 25.10.1995 | Tscherno More Warna (II)      | 2:1                   | Minjor Pernik (II)            |
| 25.10.1995 | Atletik Welingrad (IV)        | 2:0                   | Han Asparuch Isperich (II)    |
| 25.10.1995 | FK Spartak Plewen (II)        | 2:1                   | FC Dunaw Russe (II)           |
| 25.10.1995 | Akademik Sofia (II)           | 2:0                   | Pirin Blagoewgrad (II))       |
| 25.10.1995 | Ludogorez Rasgrad (III)       | 2:1                   | FK Chaskowo (II)              |
| 25.10.1995 | Askent Gurkowo (IV)           | 3:2                   | Beroe Stara Sagora (II)       |
| 25.10.1995 | FK Gigant Belene (III)        | 2:1                   | Olimpik Galata (II)           |
| 25.10.1995 | FC Hebar Pasardschik (II)     | 0:2                   | Tschardafon Gabrowo (II)      |
| 25.10.1995 | Wichren Sandanski (III)       | 2:1                   | Arda Kardschali (II)          |

## 3. Runde
Teilnehmer: Die 16 Sieger der 2. Runde und die 16 Erstligisten.
| Datum      |                          | Ergebnis |                              |
| ---------- | ------------------------ | -------- | ---------------------------- |
| 07.11.1995 | FK Spartak Plewen (II)   | 2:5      | Slawia Sofia (I)             |
| 08.11.1995 | FK Schumen (I)           | 1:0      | Akademik Sofia (II)          |
| 08.11.1995 | FC Metalurg Pernik (III) | 1:0      | Botew Plowdiw (I)            |
| 08.11.1995 | FC Tschirpan (II)        | 2:0      | PFC Dobrudscha Dobritsch (I) |
| 08.11.1995 | FK Gigant Belene (III)   | 0:4      | Lokomotive Plowdiw (I)       |
| 08.11.1995 | FK Mariza Plowdiw(II)    | 3:2      | PFK Montana (I)              |
| 08.11.1995 | Ludogorez Rasgrad (III)  | 0:1      | Spartak Plowdiw (I)          |
| 08.11.1995 | Septemwri Sofia (II)     | 3:1      | Litex Lowetsch (I)           |
| 08.11.1995 | Atletik Welingrad (IV)   | 7:1      | Rakowski Russe (I)           |
| 08.11.1995 | Wichren Sandanski (III)  | 0:1      | Neftochimik Burgas (I)       |
| 08.11.1995 | Etar Weliko Tarnowo (I)  | 4:1      | Lokomotive Russe (II)        |
| 08.11.1995 | Askent Gurkowo (IV)      | 1:6      | ZSKA Sofia (I)               |
| 08.11.1995 | Storgosija Plewen (II)   | 1:2      | Lewski Kjustendil (I)        |
| 08.11.1995 | Benkowski Bjala (III)    | 0:7      | Lokomotive Sofia (I)         |
| 08.11.1995 | Spartak Warna (I)        | 6:1      | Tschardafon Gabrowo (II)     |
| 08.11.1995 | Lewski-1914 Sofia (I)    | 2:0      | Tscherno More Warna (II)     |

## Achtelfinale
| Datum             |                          | Gesamt          |                         | Hinspiel | Rückspiel |
| ----------------- | ------------------------ | --------------- | ----------------------- | -------- | --------- |
| 29.11./09.12.1995 | ZSKA Sofia (I)           | 6:0             | Etar Weliko Tarnowo (I) | 3:0      | 3:0       |
| 29.11./09.12.1995 | Lokomotive Sofia (I)     | 5:3             | Lewski Kjustendil (I)   | 5:1      | 0:2       |
| 29.11./09.12.1995 | Slawia Sofia (I)         | 4:0             | FK Schumen (I)          | 4:0      | 0:0       |
| 29.11./09.12.1995 | Spartak Warna (I)        | 3:6             | Lewski-1914 Sofia (I)   | 2:2      | 1:4       |
| 29.11./09.12.1995 | Atletik Welingrad (IV)   | 1:4             | Neftochimik Burgas (I)  | 1:1      | 00:3 1    |
| 29.11./16.12.1995 | Spartak Plowdiw (I)      | 5:1             | Septemwri Sofia (II)    | 3:0      | 2:1       |
| 29.11./16.12.1995 | FC Metalurg Pernik (III) | (a)3:3(a)       | FC Tschirpan (II)       | 2:0      | 1:3       |
| 29.11./16.12.1995 | FK Mariza Plowdiw (II)   | 3:3 (6:7 i. E.) | Lokomotive Plowdiw (I)  | 2:1      | 1:2 n. V. |

## Viertelfinale
| Datum             |                        | Gesamt |                          | Hinspiel | Rückspiel |
| ----------------- | ---------------------- | ------ | ------------------------ | -------- | --------- |
| 06.03./20.03.1996 | Lewski-1914 Sofia (I)  | 7:2    | Lokomotive Sofia (I)     | 2:0      | 5:2       |
| 06.03./20.03.1996 | ZSKA Sofia (I)         | 5:2    | Neftochimik Burgas (I)   | 3:0      | 2:2       |
| 06.03./20.03.1996 | Slawia Sofia (I)       | 4:1    | FC Metalurg Pernik (III) | 4:1      | 0:0       |
| 06.03./20.03.1996 | Lokomotive Plowdiw (I) | 1:2    | Lokomotive Plowdiw (I)   | 0:1      | 1:1       |

## Halbfinale
| Datum             |                        | Gesamt |                  | Hinspiel | Rückspiel |
| ----------------- | ---------------------- | ------ | ---------------- | -------- | --------- |
| 03.04./17.04.1996 | Lewski-1914 Sofia (I)  | 5:2    | ZSKA Sofia (I)   | 1:0      | 4:2       |
| 03.04./17.04.1996 | Lokomotive Plowdiw (I) | 1:4    | Slawia Sofia (I) | 0:2      | 1:2       |

## Finale
| Paarung           | Slawia Sofia – Lewski-1914 Sofia |
| Ergebnis          | 4:0 1 |
| Datum             | 1. Mai 1996 |
| Stadion           | Wassil-Lewski-Stadion, Sofia |
| Zuschauer         | 19.500 |
| Schiedsrichter    | Mitko Mitrew |
| Tore              | 1:0 Atanas Kirow (35.) |
| Slawia Sofia      | Sdrawko Sdrawkow – Wladimir Iwanow, Petar Zwetanow, Stefan Kolew , Kiril Katschamanow – Zoran Ristić, Dijan Angelow, Anton Dimitrow, Zwetosar Dermendschiew (64. Aleksandar Sachariew) – Nasko Sirakow, Atanas Kirow Cheftrainer: Stojan Kozew                              |
| Lewski-1914 Sofia | Plamen Nikolow – Borislaw Iliew, Walentin Dartilow, Georgi Iwanow, Iwan Wassilew – Wladimir Jonkow, Marijan Christow, Emil Welew (67. Petar Pentschew) – Plamen Timnew (46. Todor Sajzew), Ilian Simeonow, Christo Jowow (62. Dontscho Donew) Cheftrainer: Iwan Kjutschukow |
| Gelbe Karten      | Kiril Katschamanow, Stefan Kolew – Walentin Dartilow, Iwan Wassilew, Wladimir Jonkow, Ilian Simeonow, Emil Welew |